# Communauté d’agglomération du Nord Basse-Terre
Die Communauté d’agglomération du Nord Basse-Terre ist ein Gemeindeverband mit der Rechtsform einer Communauté d’agglomération im französischen Überseedépartement Guadeloupe. Sie wurde am 30. Dezember 2010 gegründet und umfasst sechs Gemeinden auf der Nordseite der Insel Basse-Terre. Der Sitz befindet sich im Ort Sainte-Rose.

## Mitgliedsgemeinden
| Gemeinde                                       | Einwohner 1. Januar 2022 | Fläche km² | Dichte Einw./km² | Code INSEE | Postleitzahl |
| ---------------------------------------------- | ------------------------ | ---------- | ---------------- | ---------- | ------------ |
| Deshaies                                       | 3.792                    | 31,10      | 122              | 97111      | 97126        |
| Goyave                                         | 7.640                    | 59,91      | 128              | 97114      | 97128        |
| Lamentin                                       | 18.437                   | 65,60      | 281              | 97115      | 97129        |
| Petit-Bourg                                    | 24.299                   | 129,88     | 187              | 97118      | 97170        |
| Pointe-Noire                                   | 5.813                    | 59,70      | 97               | 97121      | 97116        |
| Sainte-Rose                                    | 17.494                   | 118,60     | 148              | 97129      | 97115        |
| Communauté d’agglomération du Nord Basse-Terre | 77.475                   | 464,79     | 167              | –          | –            |